# Billy Mills
William Mervin „Billy” Mills (ur. 30 czerwca 1938 w Pine Ridge) – amerykański lekkoatleta długodystansowiec, mistrz olimpijski.
Jest Indianinem. Pochodzi ze szczepu Dakotów. Jako drugi Indianin w historii (po Jimie Thorpe) został mistrzem olimpijskim. Jego zwycięstwo jest uznawane za jedną z największych sensacji w historii igrzysk olimpijskich.
Wychowany w rezerwacie Pine Ridge, Mills ukończył studia na Uniwersytecie Kansas korzystając ze stypendium dla lekkoatletów. Następnie służył w Korpusie Piechoty Morskiej. Podczas igrzysk olimpijskich w 1964 w Tokio miał stopień porucznika.
Na igrzyskach w Tokio Mills startował w biegu na 10 000 metrów i w maratonie. Bieg na 10 000 metrów był rozgrywany pod dyktando rekordzisty świata Rona Clarke’a z Australii. W połowie dystansu jego tempo zdołali utrzymać tylko Mohammed Gammoudi z Tunezji, Mamo Wolde z Etiopii, Kōkichi Tsuburaya z Japonii i Mills. Na dwa okrążenia przed metą w czołówce pozostali Clarke, Gammoudi i Mills. Na ostatnim okrążeniu Gammoudi wysforował się do przodu i odpierał ataki Clarke’a. Wtedy na ostatniej prostej niespodziewanie Mills zdołał finiszem po zewnętrznym torze wyprzedzić ich obu i wygrać. Osiągnął czas 28:24,4, ustanawiając rekord olimpijski i poprawiając rekord życiowy o prawie 50 sekund. W biegu maratońskim Mills zajął 14. miejsce.
W 1965 Mills ustanowił rekordy USA na 10 000 metrów (28:17,5) i na 3 mile, a także rekord świata w biegu na 6 mil razem z Gerrym Lindgrenem wynikiem 27:11,6.
Jest bohaterem filmu Running Brave z 1984.